# Acuminiet
Acuminiet met de chemische formule Sr[AlF4(OH)(H2O)] is een mineraal dat bestaat uit strontium, aluminium, fluor, zuurstof en waterstof.  De naam is afgeleid van het Latijnse woord acumen, wat betekent "speerpunt".  De hardheid op de schaal van Mohs is 4 tot 5.